# Sangihe-Kuskus
Der Sangihe-Kuskus (Strigocuscus sangirensis) ist ein Beuteltier in der Familie der Kletterbeutler, das auf der indonesischen Insel Sangihe Besar, der größten der Sangihe-Inseln, nordöstlich von Sulawesi vorkommt.

## Merkmale
Der Sangihe-Kuskus erreicht eine Kopf-Rumpf-Länge von etwa 39 cm, der Schwanz ist genau so lang und die Tiere können ein Gewicht von etwa einem Kilogramm erreichen. Damit gehören die Tiere zu den kleinsten Kletterbeutlern. Das Fell ist auf dem Rücken gelblichbraun und ohne Rückenstreifen. Gesicht, Gliedmaßen und Schwanz sind gelb. Verglichen mit seinem nächsten Verwandten, dem graubraunen Sulawesi-Kuskus (Strigocuscus celebensis), ist der Sangihe-Kuskus etwas größer, hat einen größeren Schädel, größere Zähne und ist auffälliger gefärbt.

## Lebensraum und Lebensweise
Der Sangihe-Kuskus kommt in Primär- und Sekundärwäldern vor. Er ist nachtaktiv und vor allem baumbewohnend (arboreal). Über das Fortpflanzungsverhalten und das übrige Verhalten ist kaum etwas bekannt.

## Status
Der Bestand des Sangihe-Kuskus gilt als gefährdet (Vulnerable). Die Art kommt mit Sicherheit nur auf Sangihe Besar, einer relativ kleinen Insel vor. Ob es auch Bestände auf Siau oder anderen, noch kleineren Inseln des Sangihe-Archipels gibt, ist bisher nicht erforscht worden. Die Art ist vor allem durch Waldrodungen bedroht. Die IUCN listet sie bisher nicht und würde sie womöglich als stark gefährdet (Endangered) oder vom Aussterben bedroht (Critically Endangered) einschätzen.

## Belege
1. 1 2 3 4  Kristofer Helgen & Stephen Jackson: Family Phalangeridae (Cuscuses, Brush-tailed Possums and Scaly-tailed Possum). Seite 486 in Don E. Wilson, Russell A. Mittermeier: Handbook of the Mammals of the World – Volume 5. Monotremes and Marsupials. Lynx Editions, 2015, ISBN 978-84-96553-99-6.